# Nachal Min'am
Nachal Min'am (hebrejsky: נחל מנעם nebo נחל מינעם) je vádí na pomezí pahorkatiny Šefela a pobřežní nížiny v Izraeli.
Začíná v nadmořské výšce okolo 150 metrů na západním okraji vesnice Gefen v lokalitě Be'er Min'am (באר מנעם). Směřuje pak k severu mírně zvlněnou zemědělsky využívanou krajinou. Západně od obce Tiroš přijímá od východu vádí Nachal Chafra a pak ústí zleva do toku Nachal Timna.